# 強磁性
強磁性 (きょうじせい、英: ferromagnetism) とは、隣り合うスピンが同一の方向を向いて整列し、全体として大きな磁気モーメントを持つ物質の磁性を指す。そのため、物質は外部磁場が無くても自発磁化を持つことが出来る。室温で強磁性を示す単体の物質は少なく、鉄、コバルト、ニッケル、ガドリニウム（18℃以下）である。また、ミネソタ大学で正方晶のルテニウムが常温で強磁性を示すことを実験的に確認している（ルテニウムは通常は六方最密充填構造を取る）。
単に強磁性と言うとフェリ磁性を含めることもあるが、日本語ではフェリ磁性を含まない狭義の強磁性をフェロ磁性と呼んで区別することがある。なおフェロ (ferro) はイタリア語で鉄を意味する。

## 物理的起源
磁性イオン間の交換積分が正である場合、交換相互作用はスピンが互いに揃うように作用し、強磁性を示すことになる。

## 強磁性体の性質
強磁性体は、ある温度以上になるとスピンがそれぞれ無秩序な方向を向いて整列しなくなり、常磁性を示すようになる。この転移温度を、キュリー温度（Curie Temperature、キュリー点とも言う）と呼ぶ。
キュリー温度以上では、磁化率（帯磁率）を{\displaystyle \chi }、絶対温度をT、常磁性キュリー温度を{\displaystyle \theta _{p}}としたとき、
{\displaystyle \chi ={\frac {C}{T-\theta _{p}}}}
となる。これを、キュリー・ワイスの法則 (Curie-Weiss law) と呼ぶ。Cは比例定数であり、これはキュリー定数と呼ばれる。

## 強磁性体の物理
磁性体とは磁場をかけると磁気を生じる物質であるが、反磁性、常磁性、強磁性の3種類の磁性体の内、ここでは強磁性体がなぜ強磁性を持つのかを中心に関連する現象を説明する。

### 電子スピンによる磁性
不対電子（ふついでんし）
多くの原子が2つずつ対となる電子を電子軌道に留めている。これら、対となる電子はその各電子のスピンをそれぞれの電子がお互いに打ち消しあうために、外部から見て磁気は発生しない。つまりヘリウム原子は1s軌道に2つの電子が入って対（つい）となっているので磁気は生じない。水素原子は1s軌道に電子が1つしかない、つまり不対電子であるために磁気を生じる。これは、単独の原子の場合であるが、たとえばヘリウム原子はイオンとなってHe+の状態では1sに不対電子が生じるので磁気が生じる。また、水素原子も2つ集まったH2という水素分子になれば、共有結合の1s電子がお互いの1s軌道を埋めあうために不対ではなくなり磁気は生じなくなる。水素分子H2が酸素原子Oと化合した水分子H2Oも水素原子の1s軌道が少し曲がったくらいでは磁気は生じない。
より重い原子では、3d軌道や4f軌道に不対電子があるために磁性が生じている場合が多い。その典型は、鉄である。26Fe3+は3d軌道の1個と4s軌道の2個の電子が欠けることで3d軌道の5個の電子がすべて不対電子となる。これは受け入れられる電子が多い電子軌道の特徴的な差であり、単純なs軌道では対となればスピンを打ち消しあうがd軌道では5つの電子がすべて同じ方向のスピンを持っており強い磁性を発揮する。3d軌道に外殻電子を持つ原子がイオンとなると鉄同様の強い磁気を持つ。これらのイオン原子を磁気イオンという。22Ti3+、24Cr3+、25Mn2+が磁気イオンである。面白いことにd軌道の閉殻となる数10の半数の5がちょうど26Fe3+でここで磁気のピークとなりあとはd軌道に（6は欠番）7個電子が入った27Co2+、8個入った28Ni2+、9個入った29Cu2+と続き、不対電子が減ることで順に磁気は弱くなる。30Zn2+では3d軌道に電子が10個すべて埋まるために不対電子が無くなって磁気は発生しなくなる。
ここ迄は、原子や分子、イオン単体の場合であるが、もっと大きな集団の場合を考える。磁気イオンがイオン結晶となれば、磁性は各磁気イオンに温存されるので磁気は局在して発生する。これを局在電子という。またイオン状態ではなく鉄などの強磁性体が単なる金属のかたまりとなった場合は、金属特有の伝導電子が原子の間に漂っているので、不対電子が局在できず、そのために磁気は金属全体に広がって発生する強磁性の電子伝導モデルといわれる状態になる。

### 交換相互作用
原子軌道上のスピンを持った電子が不対電子か対電子かで磁気が生じるか生じないかが決まるのが量子論的なモデルであるが、これとは全くべつな磁性体の見方がある。すべての原子が独立してスピン磁石を持っておりその原子の間にはある決まった規則が存在すると仮定することで、反磁性、常磁性、強磁性の3種類の磁性体の違いを説明するモデルである。つまり、反磁性を示す物質は内部の原子の間で一番近い原子間ではスピン磁石は逆になるという相互作用が働く、強磁性を示す物質は内部の原子の間でお互いのスピン磁石に相互作用が働く、という理屈である。
これが交換相互作用とよばれる。

### フェリ磁性体
フェリ磁性体とは内部に強磁性体と反強磁性体の部分をあわせ持つ磁性体である。酸化物の磁性体でフェライトと呼ばれる FeO･Fe2O3、MnO･Fe2O3、NiO･Fe2O3、CoO･Fe2O3 が代表である。前半分（FeOやMnOの部分）の2価の磁気モーメントだけが残り磁性に寄与するのでこちらは強磁性体となり、後ろ半分（Fe2O3）は3価の鉄イオンのスピン電子が反平行で反強磁性体である。たとえばFeO･Fe2O3、は1+0=1となって差し引き1つだけが磁気となって現れる。
別にフェリ磁性を示す代表として絶縁性のフェリ磁性体である鉄ガーネット（ザクロ石ともいう）M3･Fe5O12がある（MにはFeやMnが入る）。具体的にはイットリウム鉄ガーネット(YIG)Y3･Fe5O12である。後半のFe5の中では3個と2個のFeが反平行を向いているので、差し引き1個の磁気モーメントが残る。

### ヘリカル磁性体

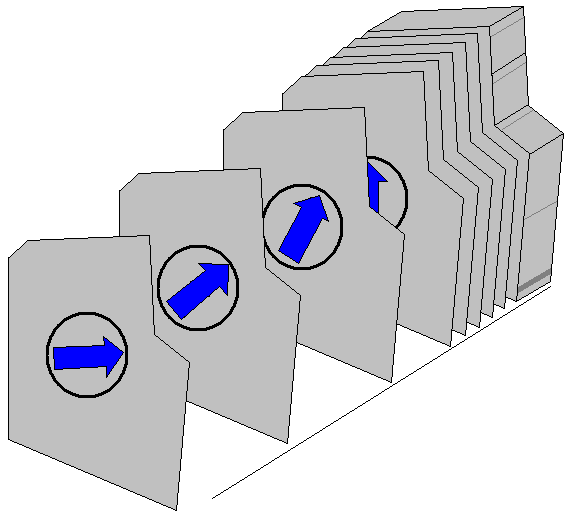
ヘリカル磁性体の模式図。内部で磁性の向き（青矢印）がらせん形に変化する。

内部の層ごとに磁性の方向が回るようにずれてゆき、らせんを描くように磁性の向きが変わってゆく磁性体をヘリカル磁性体と呼ぶ。希土類金属に例がある。スピンのフラストレーションを最小にしようと自己組織化した結果最も安定な配向に落ち着いたのがらせんとなった。

### スピングラス
金や銀、銅などの非磁性物質に鉄などの電子スピンを持った物質（磁性不純物という）を混ぜると、スピンの向きがばらばらなまま分散する。このまま合金として冷え固まるとアモルファスとなり、まるでガラスの内部で結晶が微小なまま固まったように、微小な電子スピンを持った磁性不純物が、あるところでは強磁性を、あるところでは反強磁性を、ばらばらに示す磁気構造が出来上がる。そのスピンがガラスのように空間的に方向がばらばらになって固まっているので、スピングラスと言う。それぞれのスピンには周りのスピンに対してフラストレーションが生じている。

### メタ磁性体

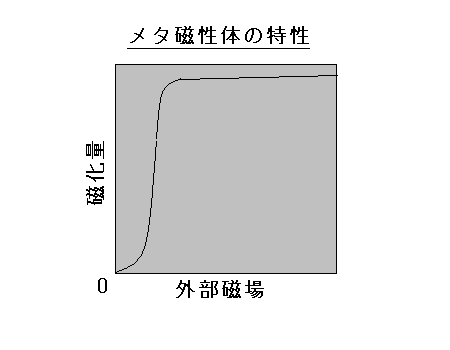
メタ磁性体の特性 急に磁化が進んだ後で飽和してしまう

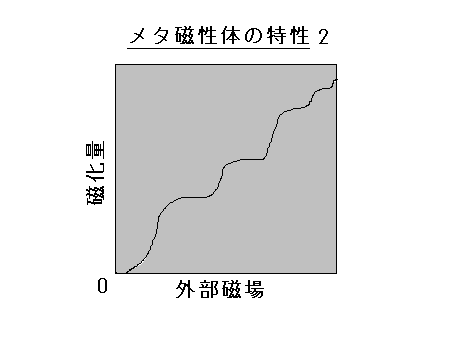
メタ磁性体の特性2 CsFeCl_{3}での磁化特性

反強磁性体の一種で、磁化の特性が突然進んで突然飽和してしまうもの。中にはCsFeCl3のように細かなステップになるものもある。

## 新発見された強磁性体
2004年に炭素同素体の一つ、カーボンナノフォームからなる強磁性体が発表された。室温では数時間後にはその現象は消失してしまったが、低温ではより長く続いた。その物質は半導体でもあり、ホウ素と窒素の等電子化合物をはじめとする同じような性状の物質も強磁性体ではないかと考えられる。ZnZr2という合金も28.5 K (−244.7 °C)では強磁性体となる。

## 用途
- 永久磁石
- 高透磁率材料
- 磁気記録媒体

## 参照資料
- 新しい物性物理 伊達宗行 講談社BLUEBACKS ISBN 4-06-257483-7
- "Nanofoam makes magnetic debut," Physics World 17 (5), 3 (May 2004)
- 岡山大学 磁性用語辞典